# الكائنات الحية الأربعة
لقد ذكرت الكائنات الحية الأربعة حاملة عرش الله أو الأربعة حيوانات غير المتجسدة في الكتاب المقدس في سفر الرؤيا وفي سفر حزقيال. الكائنات الحية ترمز إلى الأربعة أناجيل أو المسيح كما جاء في الأربعة أناجيل ولها وجوه تعبر عنها فالأول له وجه إنسان والثانى وجه أسد والثالث وجه ثور والرابع له وجه نسر. أيضًا الرمز المشهور للمسيح بحسب البشائر الأربعة هو الأربعة حيوانات غير المتجسدة أو الأربعة الكائنات الحية الحاملة عرش الله.

## معاني الرموز

### طبقا للقس مرقس ميلاد

#### الذي له وجه كوجه إنسان – يرمز للمسيح بحسب إنجيل متى
- البشير متى يرمز له بوجه الإنسان.

- لأن متى تكلم عن التجسد، الله الذي صار في الهيئة كإنسان.

#### الذي له وجه كوجه ثور – يرمز للمسيح بحسب إنجيل لوقا
- فالبشير لوقا يرمز له بوجه الثور.
- لأن وجه الثور يذكرنا بالذبيحة والصليب (كما في إنجيل لوقا)

#### الذي له وجه كوجه النسر – يرمز للمسيح بحسب إنجيل يوحنا
- فالبشير يوحنا يرمز له بوجه النسر.

- لأن النسر يذكرني بالصعود، كما جاء في سفر الأمثال: «ثَلاَثَةٌ عَجِيبَةٌ فَوْقِي، وَأَرْبَعَةٌ لاَ أَعْرِفُهَا: طَرِيقَ نَسْرٍ فِي السَّمَاوَاتِ......» (سفر الأمثال 30: 18-19).

- فالنسر عندما يطير لا نعرف من أين جاء أو من أين ذهب لا تعرف طريقه.

#### الذي له وجه كوجه أسد – يرمز للمسيح بحسب إنجيل مرقس
- البشير مرقس يرمز له بوجه الأسد

- الأسد يشير لقيامة السيد المسيح ويظهر ذلك في نبوة أبونا يعقوب في تكوين 49 عندما تكلم عن يهوذا الذي سيأتي منه المسيح حيث يقول: «يَهُوذَا جَرْوُ أَسَدٍ، مِنْ فَرِيسَةٍ صَعِدْتَ يَا ابْنِي، جَثَا وَرَبَضَ كَأَسَدٍ وَكَلَبْوَةٍ. مَنْ يُنْهِضُهُ؟» (سفر التكوين 49: 9).
- فالأسد يرمز للقيامة ووجه الأسد (مارمرقس) كلمني عن قيامة المسيح بدقة شديدة وبصورة مميزه عن البشائر الثلاثة الأخرى.
- إذا قرأنا بشائر متى ولوقا ويوحنا فقط بدون بشارة مارمرقس سيكون لدينا أسئلة كثيرة حول قيامة المسيح" مثل: †سؤال عن: متى قام المسيح؟ هل في فجر الأحد أم يوم السبت أم متى؟ † سؤال عن: ترتيب ظهورات القيامة. لن نستطيع ضبط ترتيب ظهورات القيامة إلا من خلال إنجيل مارمرقس. † كما أن من الناحية الروحية مسيح مارمرقس هو مسيح القيامة، والقيامة هي القيامة من الخطيئة. ويوجد في شخص مامرقس صورة عملية للقيامة معاني الرموز [4]

### طبقا لدير القديس جرمانوس للآباء البولسيين
- الذي له وجه كوجه إنسان يرمز لانجيل معلمنا متى لأنه أكثر من تكلم عن التجسد والمسيح كابن للإنسان وذكر سلسلة أنساب المسيح.

- وإنجيل مرقس مهتم بإبراز قوة المسيح للرومان ولهذا يُرمز لانجيله بوجه الأسد ولهذا بدأ إنجيله بعبارة: صوت صارخ في البرية.

- ويُرمز لإنجيل لوقا بوجه الثور لأن لوقا البشير تحدث عن المسيح خادم البشرية ولهذا يبدأ إنجيله بالكهنوت، كهنوت زكريا الذي ظهر له الملاك عند مذبح البخور يبشره بميلاد يوحنا المعمدان بعد أن قدم ذبيحته علي مذبح المحرقة.

- وإنجيل يوحنا يُرمز له بوجه النسر إذ يحدثنا عن لاهوت المسيح لأن النسر يرمز للصعود والتحليق في الأعالي والقديس يوحنا ذكر لاهوت المسيح أكثر من غيره وافتتح الإنجيل بعبارة: في البدء كان الكلمة.[3]